# Cyperus nyassensis
Cyperus nyassensis är en halvgräsart som först beskrevs av Dieter Podlech, och fick sitt nu gällande namn av Kaare Arnstein Lye. Cyperus nyassensis ingår i släktet papyrusar, och familjen halvgräs. Inga underarter finns listade i Catalogue of Life.